# Emsdetten
Emsdetten est une ville de Rhénanie-du-Nord-Westphalie (Allemagne), située dans l'arrondissement de Steinfurt, dans le district de Münster, à proximité de la frontière hollandaise, dans le Landschaftsverband de Westphalie-Lippe, située sur la rivière Ems, affichant une population d'environ 36 000 habitants.

## Histoire
- Fusillade de l’école d’Emsdetten : Le 20 novembre 2006, Un ancien étudiant de 18 ans, Sebastian Bosse a blessé cinq personnes par balle à la Geschwister-Scholl-Schule avant de se suicider.

## Gallery

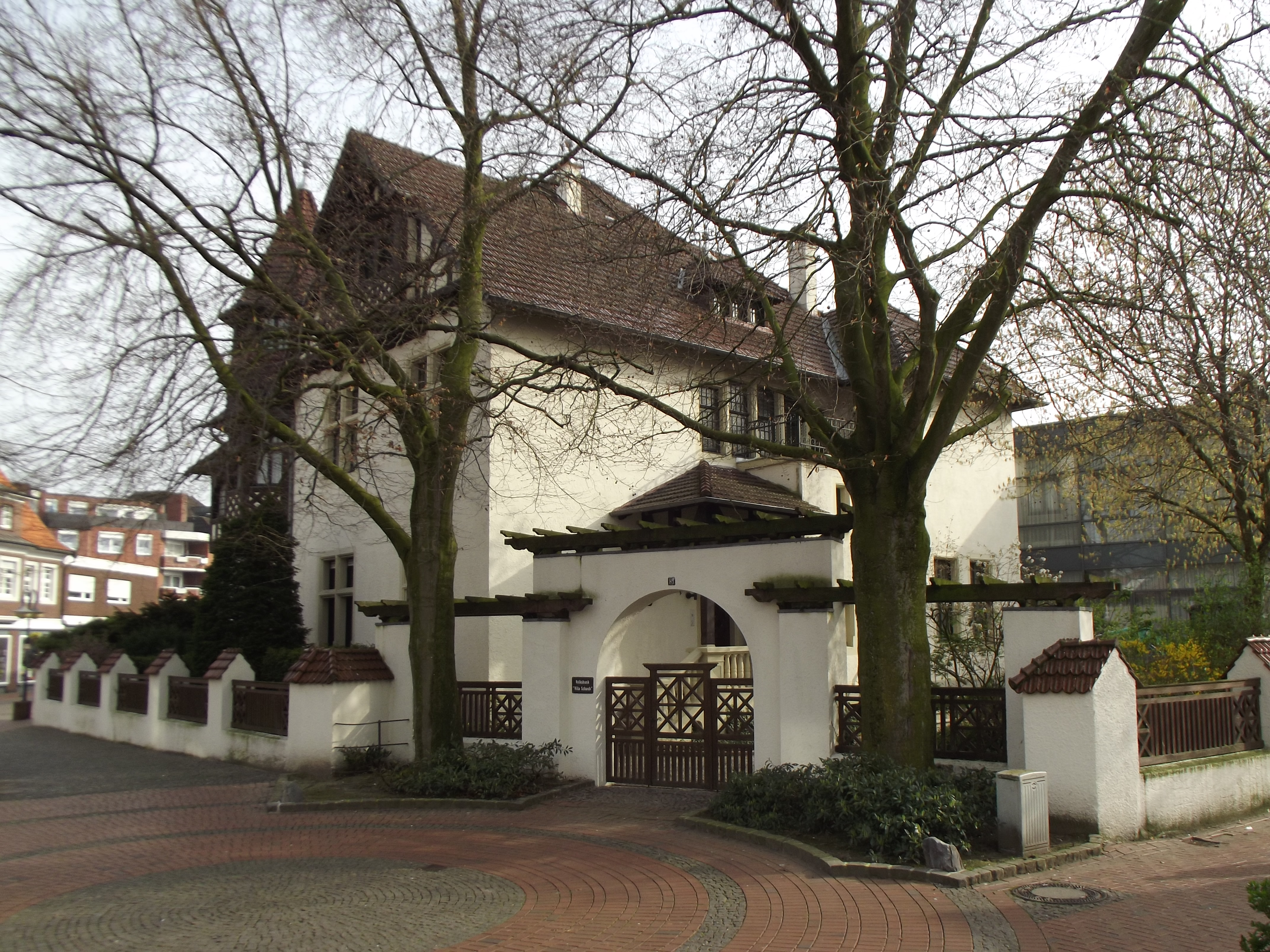
La Villa Schaub.
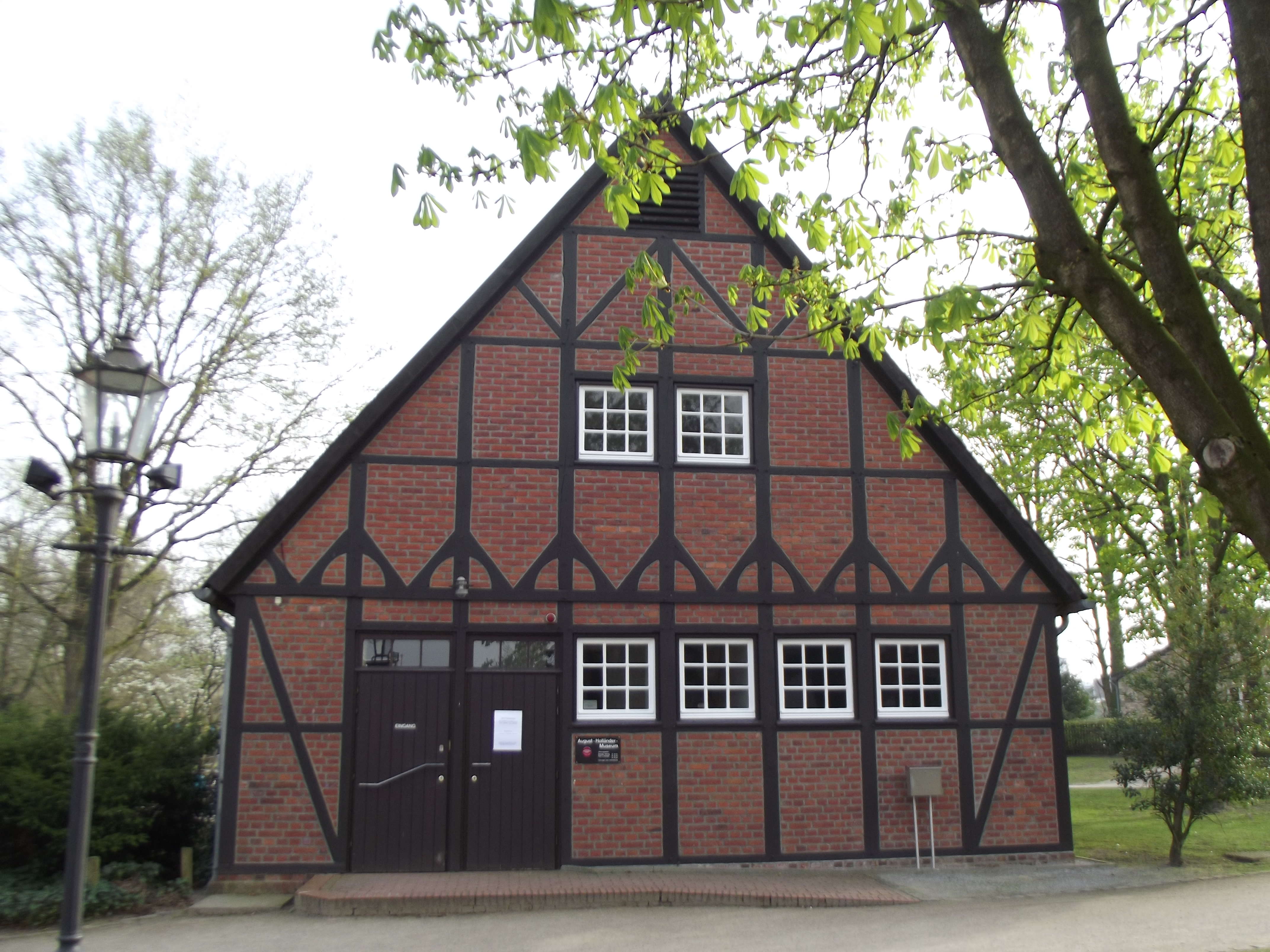
Le musée August Holländer.
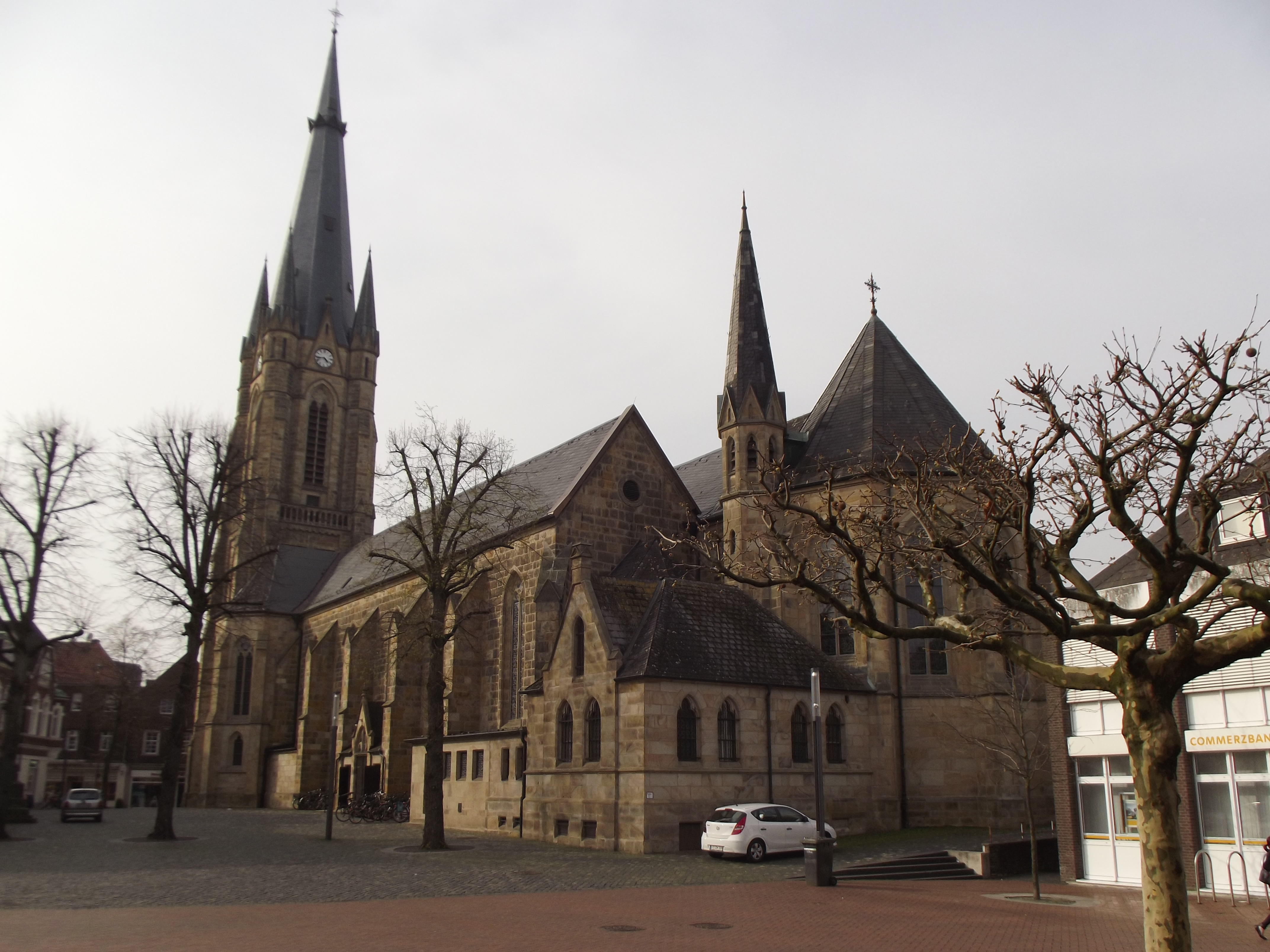
L'église catholique à Emsdetten.
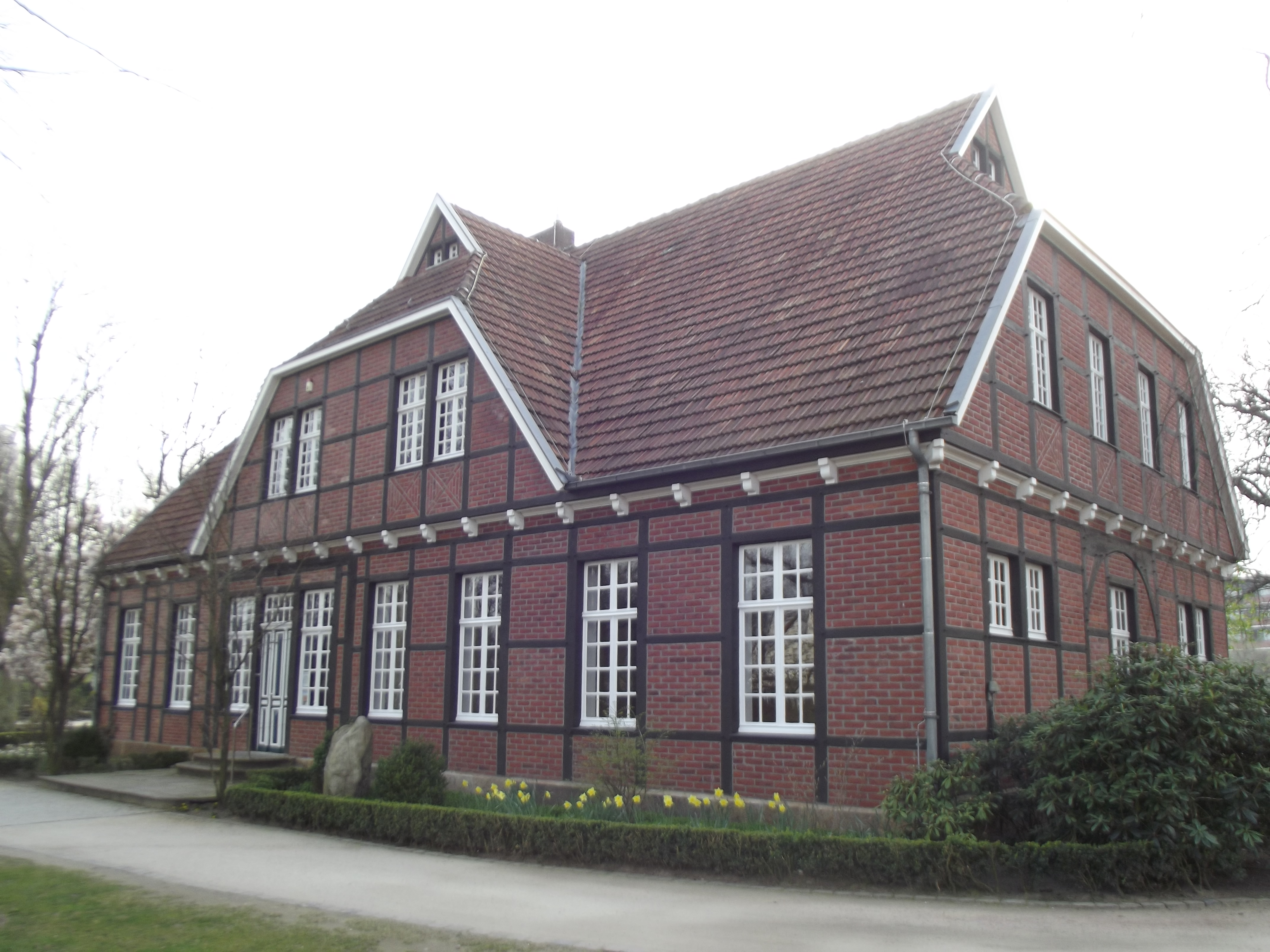
Le musée de la ville.
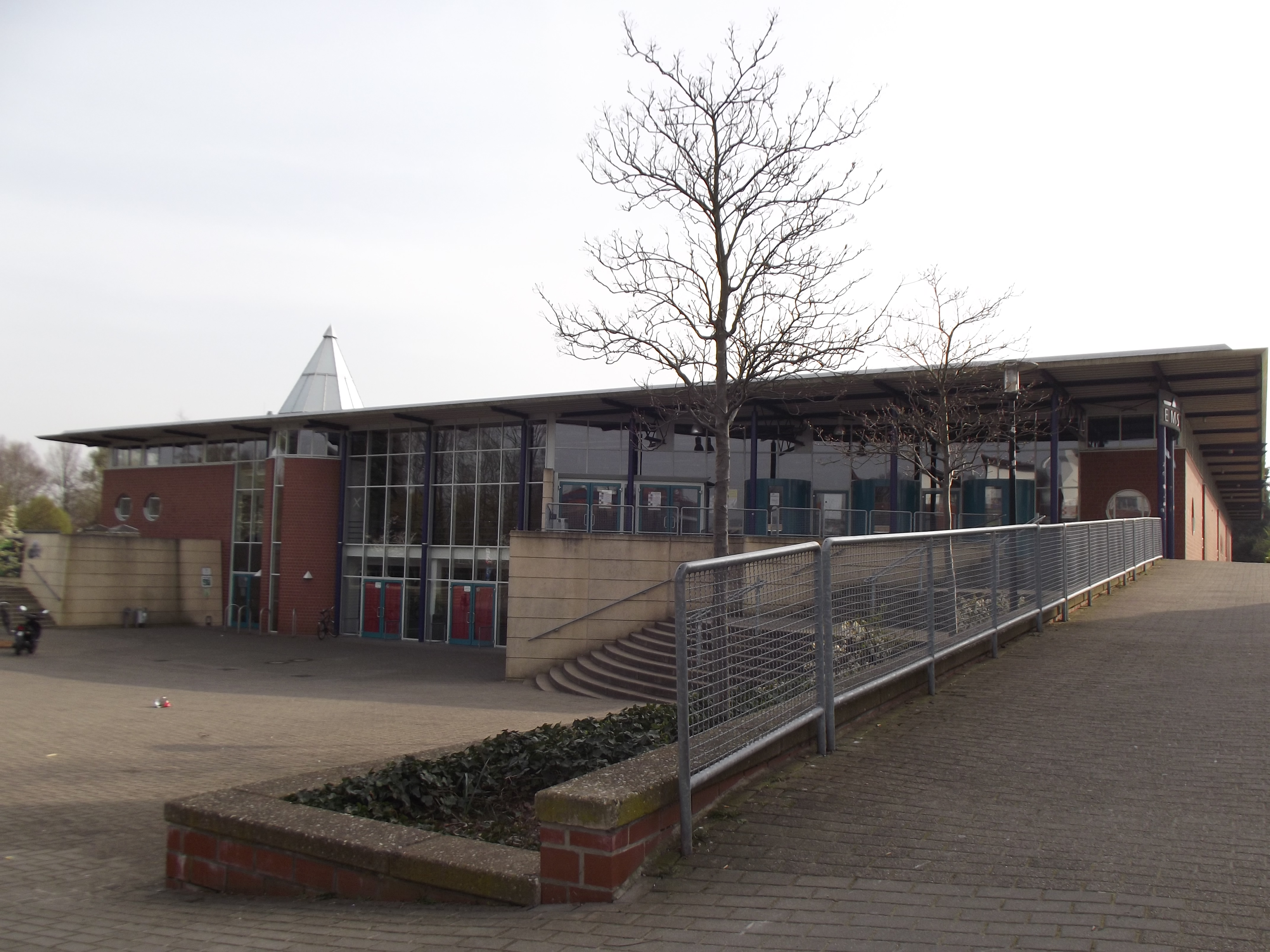
La salle de concert (Emslandhalle).
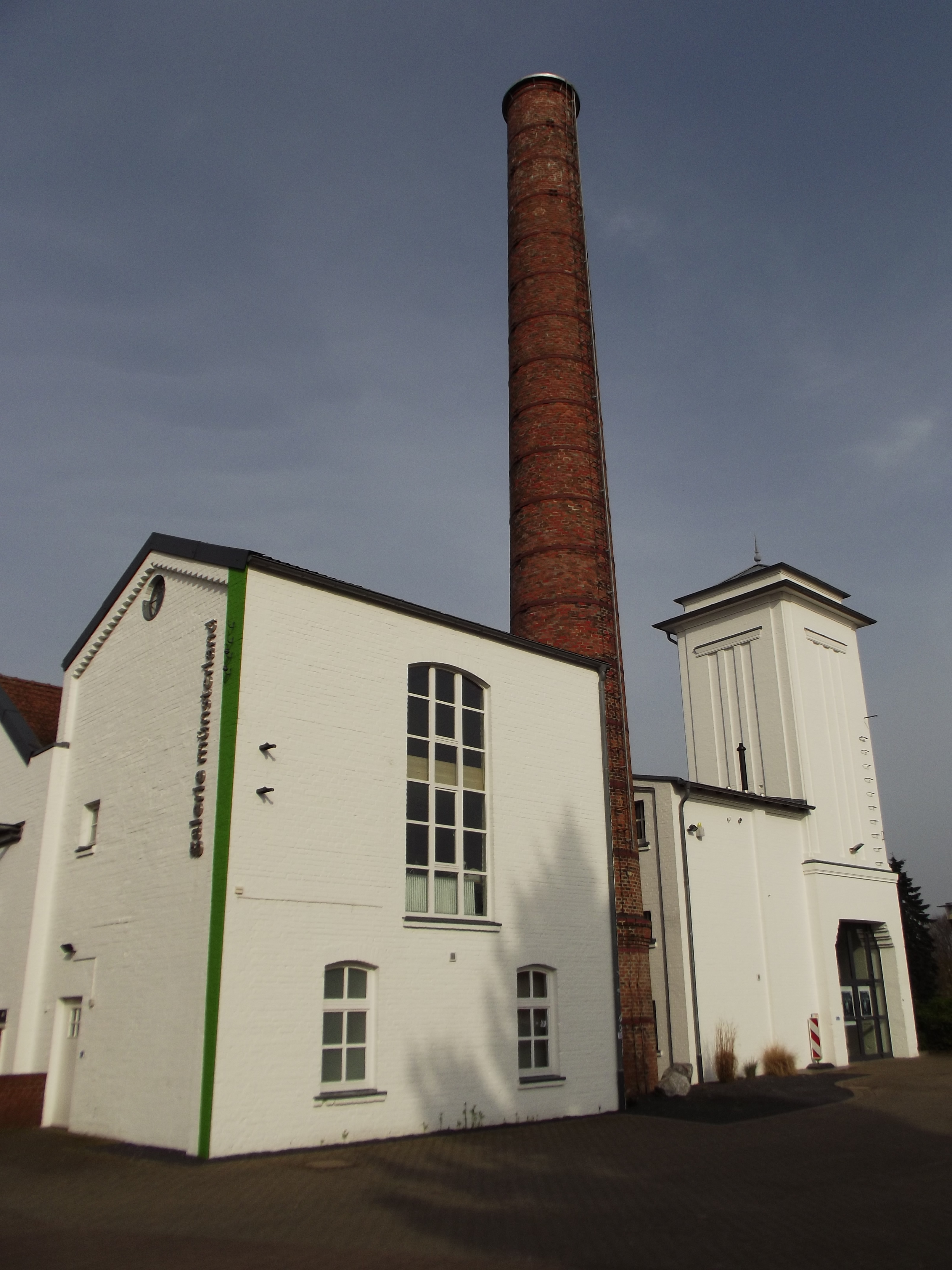
La galerie d'art.
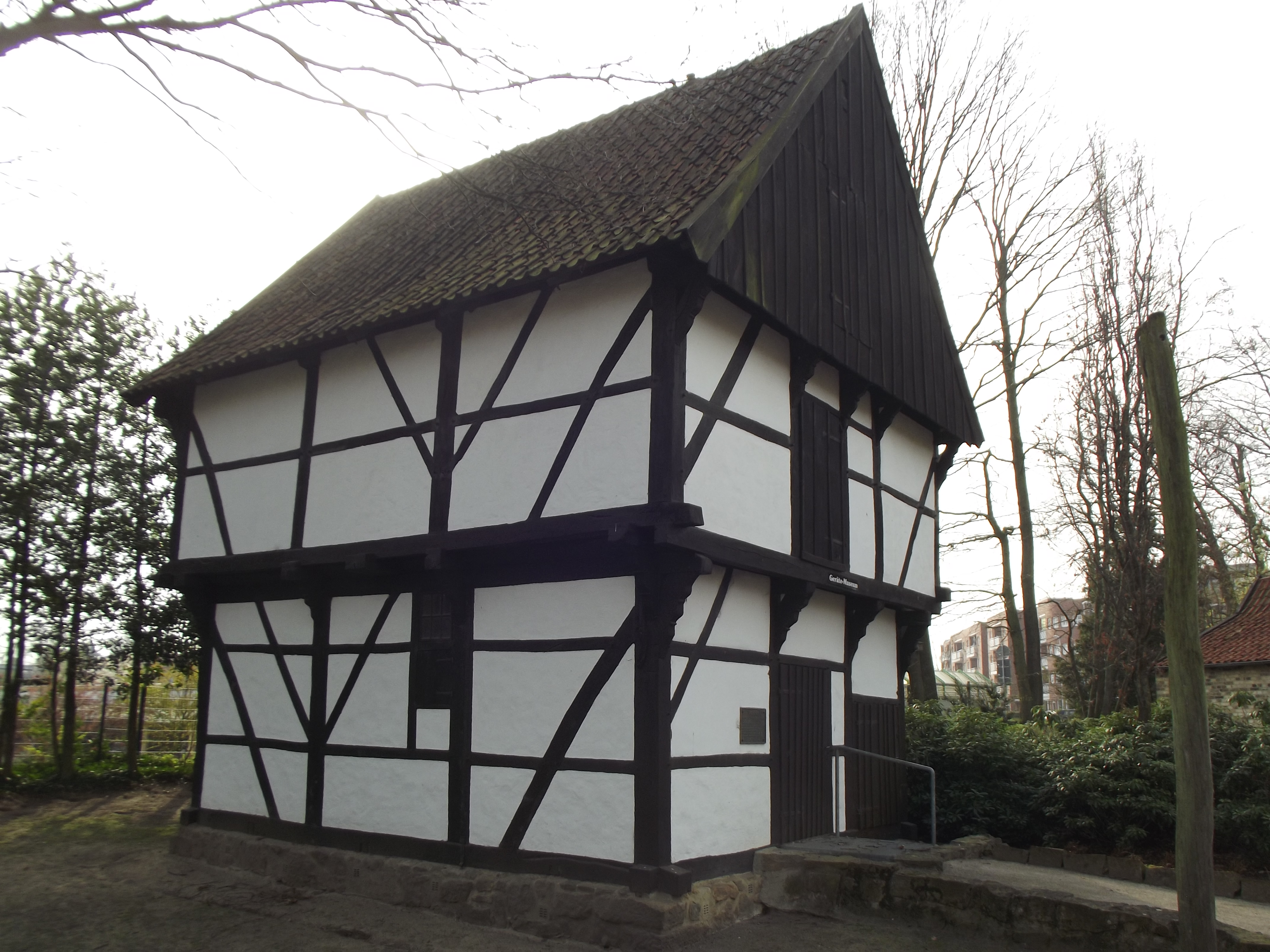
Un musée d'outils.
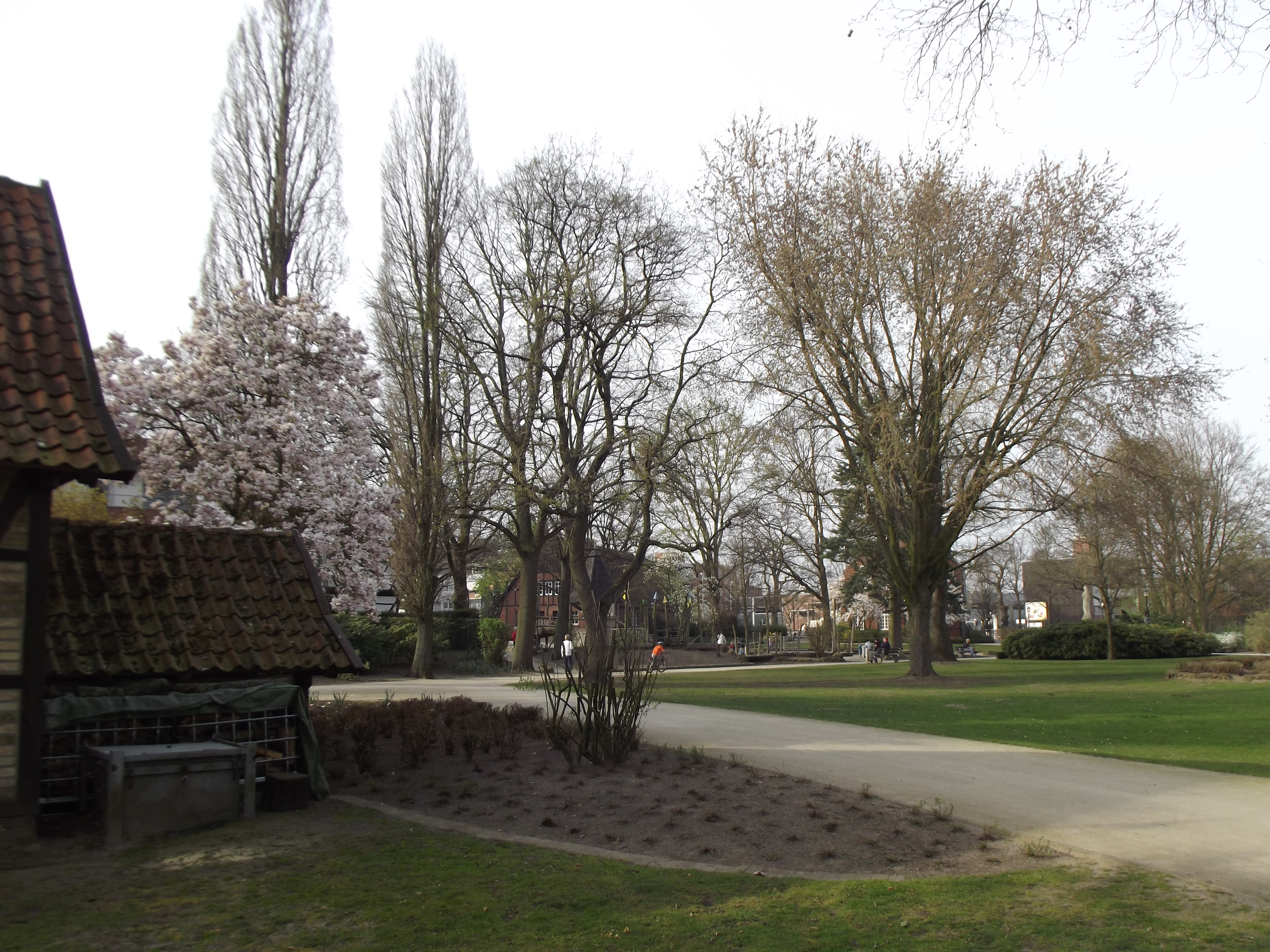
Le parc municipal.